# Буарон-Тоннер, Луи
Луи Феликс Матюрен Буарон-Тоннер (фр. Louis Félix Mathurin Boisrond-Tonnerre; 6 июня 1776, Торбек, Санто-Доминго (ныне Республика Гаити) — 24 октября 1806) — гаитянский политик, революционер, писатель

 и историк. Автор «Декларации о независимости Гаити» (1804).

## Биография
Мулат. Родился в богатой смешанной семье, владеющей плантациями на юге французской колонии Санто-Доминго. В молодости отправился во Францию, где получил образование.
Вернувшись на родину, принял участие в борьбе за независимость Сан-Доминго от Франции. Служил секретарём командующего армией, борющейся за независимость Гаити, генерала Жан-Жака Дессалина, основателя независимого гаитянского государства, будущего первого правителя (императора Жака I).
По поручению Жан-Жака Дессалина в ночь с 31 декабря 1803 г. на 1 января 1804 г. написал текст, который несколько часов спустя, во время конференции командующих армией в Гонаиве, был оглашён как Декларация независимости Гаити. Он также был автором другого документа, оглашённого во время обсуждения — воззвания Дессалина к народу Гаити. В нём он призвал к борьбе за независимость Сан-Доминго от Франции и к защите обретенной свободы.
Как доверенное лицо из ближайшего окружения главы государства, Буарон-Тоннер оказал большое влияние на форму издаваемых им правовых актов. Он стал соавтором петиции, в которой от имени военных и народа Гаити предлагал введение монархии.
Во время Первой Империи (1804—1806) Буарон-Тоннер был членом внеконституционного тайного совета, специального консультативного органа Жака I. Боролся за власть с окружением императора. Способствовал удалению со двора большинства генералов, включая Александра Петиона.
Как историк, известен своей работой, описывающей историю гаитянской революции «Mémoires pour Servir à l’Histoire d’Haïti».
В день смерти Жан-Жака Дессалина был арестован. Через несколько дней был заколот в тюрьме штыками.